# ارنست لیندمان
ارنست لیندمان (به آلمانی: Ernst Lindemann) (زاده ۲۸ مارس ۱۸۹۴، مرگ ۲۷ می ۱۹۴۱) یک ناخدای آلمانی در دوره رایش سوم و تنها فرمانده نبردناو بیسمارک بود. وی از بهترین فرماندهان کریگسمارینه در جنگ جهانی دوم محسوب می‌شد.